# Louis Bréhier
Louis René Bréhier (5 de agosto de 1868 - 13 de outubro de 1951) foi um historiador francês que especializou-se em estudos bizantinos. Natural de Brest, era irmão do filósofo Émile Bréhier (1876-1952). Estudou história e literatura em Paris, quando um de seus instrutores foi o historiador Charles Diehl (1859-1944). Depois disso, deu aulas em Reims e, em 1889 recebeu seu doutorado na Universidade de Paris, com a dissertação - Le schisms oriental au Xie siècle (O Cisma do Oriente no século XI). De 1899 a 1938, foi professor de história antiga e medieval em Clermont-Ferrand.
O melhor trabalho de Bréhier foi os três volumes conhecidos como Le Monde byzantin (O Mundo Bizantino). Ele foi um especialista em iconografia bizantina, e em 1924 publicou um influente tratado sobre arte bizantina intitulado L'Art Byzantin. Foi um membro da Académie des Inscriptions et Belles-Lettres e, em 1937, recebeu um doutorado honorário na Universidade de Atenas.